# ننة كران
ننة كران هي قرية في مقاطعة نمين، إيران. يقدر عدد سكانها بـ 935 نسمة بحسب إحصاء 2016.